# جلال‌الدین حسن (بازیگر)
داتو' جلال‌الدین بن حسن (به انگلیسی: Jalaluddin bin Hassan) (زاده ۱۸ فوریه ۱۹۵۴) مجری برنامه تلویزیون و بازیگر مالزیایی است. او به خاطر اجرای نسخه مالزیایی مسابقه تلویزیونی چه کسی می‌خواهد یک میلیونر باشد؟ به مالایی در شبکه تلویزیونی ان‌تی‌وی۷ (۲۰۰۰–۲۰۰۲) معروف است.
از فیلم‌هایی که او در آن نقش‌آفرینی کرده است می‌توان از مت کیلاو نام برد.